# Debbie Ferguson-McKenzie
Pour les articles homonymes, voir Ferguson et McKenzie.
Debbie Ferguson-McKenzie, née le 16 janvier 1976 à Nassau, est une athlète bahaméenne, évoluant sur le sprint.

## Biographie

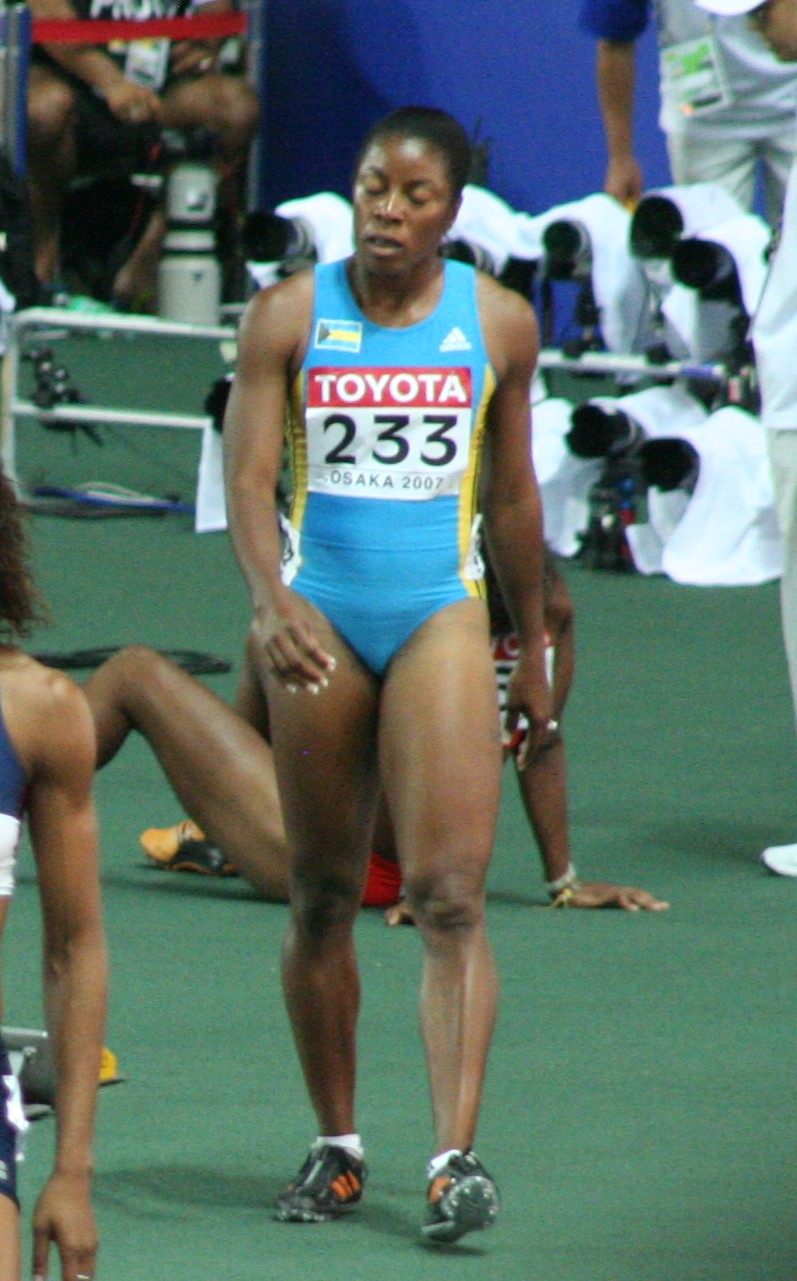
Debbie Ferguson-McKenzie lors des mondiaux de 2007.

Elle a participé 7 fois aux Championnats du monde et 4 fois aux Jeux olympiques. Elle a été notamment championne du monde du 200 m en 2001 après disqualification a posteriori pour dopage de Marion Jones.
En 2002, la Bahamienne écrase le sprint mondial : elle réalise le triplée aux Jeux du Commonwealth avec l'or sur 100 m (10 s 91, record personnel), le 200 m (22 s 20) et le relais 4 x 100 m (42 s 44). Elle s'impose également lors de la finale mondiale à Paris sur 100 m (10 s 97) avant de remporter le 200 m (22 s 49) et le 4 x 100 m (41 s 91) à la Coupe des Nations à Madrid.
Le 16 octobre 2002, Debbie Ferguson-McKenzie a été nommée Ambassadrice de bonne volonté de l’Organisation des Nations Unies pour l'alimentation et l'agriculture (FAO).
Elle est l'ancienne détentrice (1999 - 2015) du record national du 200 m avec le temps de 22 s 19. Son meilleur chrono sur 100 m (10 s 91) est le second temps le plus véloce jamais réalisé par une bahaméenne après Chandra Sturrup. Elle partage cette seconde place avec sa compatriote Savatheda Fynes.
Elle fut blessée pour la saison 2005. Elle est désignée porte-drapeau pour les Jeux olympiques de 2004 et de 2008. À Athènes, elle remporte le bronze sur le 200 m, termine 7e sur 100 m et 4e au relais 4 x 100 m. À Pékin, elle est de nouveau 7e sur la distance reine et 6e sur le demi-tour de piste.
Debbie Ferguson-McKenzie participa aux épreuves urbaines d'athlétisme à Manchester en 2009, remportant la finale du 150 mètres en 16 s 54.
Elle met un terme à sa carrière internationale à l'issue de la saison 2015. Elle court simplement par plaisir (11 s 66 en 2016, 11 s 69 en 2017). Elle est présente aux Jeux olympiques de 2016 en tant qu'entraîneur.

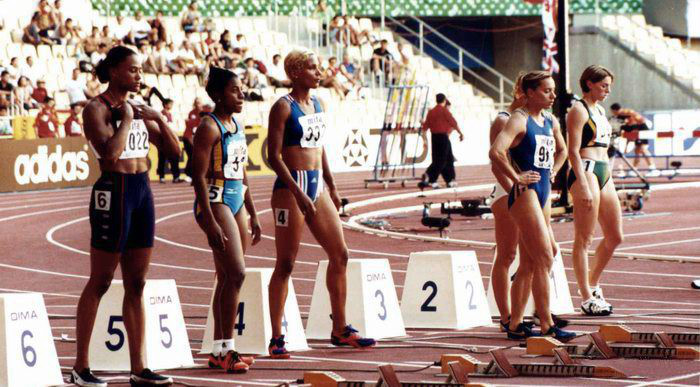
Debbie Ferguson-McKenzie (2e en partant de la gauche) lors de la finale du 100 m des mondiaux de 1999.

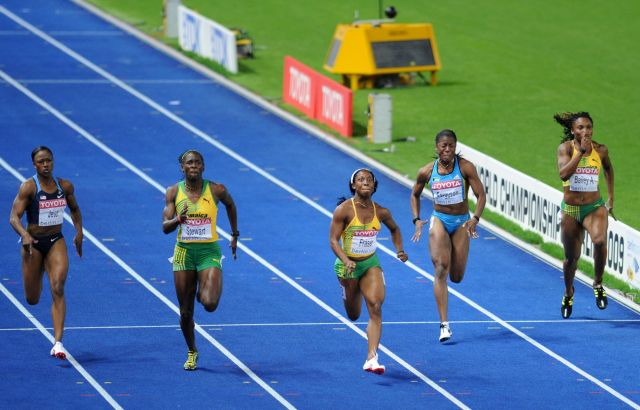
Debbie Ferguson-McKenzie (2e à droite) en finale du 100 m des mondiaux de 2009.

## Palmarès
| Date | Compétition                           | Lieu          | Résultat | Épreuve   | Temps   |
| ---- | ------------------------------------- | ------------- | -------- | --------- | ------- |
| 1993 | Champ. d'Am. centrale et des Caraïbes | Cali          | 2e       | 200 m     | 23 s 32 |
| 1994 | Jeux du Commonwealth                  | Victoria      | 5e       | 4 x 100 m | 44 s 89 |
| 1995 | Championnats du monde                 | Göteborg      | séries   | 200 m     | 23 s 33 |
| 1995 | Championnats du monde                 | Göteborg      | 4e       | 4 x 100 m | 43 s 14 |
| 1996 | Jeux olympiques                       | Atlanta       | SF       | 100 m     | 11 s 28 |
| 1996 | Jeux olympiques                       | Atlanta       | 2e       | 4 x 100 m | séries  |
| 1997 | Champ. d'Am. centrale et des Caraïbes | San Juan      | 1re      | 100 m     | 11 s 29 |
| 1997 | Championnats du monde                 | Athènes       | SF       | 100 m     | 11 s 39 |
| 1997 | Championnats du monde                 | Athènes       | 6e       | 4 x 100 m | 42 s 77 |
| 1998 | Goodwill Games                        | New York      | 6e       | 100 m     | 11 s 30 |
| 1998 | Goodwill Games                        | New York      | 2e       | 4 x 100 m | 42 s 19 |
| 1999 | Jeux panaméricains                    | Winnipeg      | 1re      | 200 m     | 22 s 83 |
| 1999 | Championnats du monde                 | Séville       | 7e       | 100 m     | 11 s 06 |
| 1999 | Championnats du monde                 | Séville       | 5e       | 200 m     | 22 s 28 |
| 1999 | Championnats du monde                 | Séville       | 1re      | 4 x 100 m | 41 s 91 |
| 1999 | Finale mondiale                       | Paris         | 5e       | 200 m     | 22 s 67 |
| 2000 | Jeux olympiques                       | Sydney        | 7e       | 100 m     | 11 s 29 |
| 2000 | Jeux olympiques                       | Sydney        | 4e       | 200 m     | 22 s 37 |
| 2000 | Jeux olympiques                       | Sydney        | 1re      | 4 x 100 m | 41 s 95 |
| 2000 | Finale mondiale                       | Doha          | 4e       | 100 m     | 11 s 22 |
| 2001 | Goodwill Games                        | Brisbane      | 6e       | 100 m     | 11 s 34 |
| 2001 | Goodwill Games                        | Brisbane      | 1re      | 200 m     | 22 s 80 |
| 2001 | Championnats du monde                 | Edmonton      | 5e       | 100 m     | 11 s 13 |
| 2001 | Championnats du monde                 | Edmonton      | 1re      | 200 m     | 22 s 52 |
| 2002 | Jeux du Commonwealth                  | Manchester    | 1re      | 100 m     | 10 s 91 |
| 2002 | Jeux du Commonwealth                  | Manchester    | 1re      | 200 m     | 22 s 20 |
| 2002 | Jeux du Commonwealth                  | Manchester    | 1re      | 4 x 100 m | 42 s 44 |
| 2002 | Finale mondiale                       | Paris         | 1re      | 100 m     | 10 s 97 |
| 2002 | Coupe du monde des nations            | Madrid        | 1re      | 200 m     | 22 s 49 |
| 2002 | Coupe du monde des nations            | Madrid        | 1re      | 4 x 100 m | 41 s 91 |
| 2003 | Champ. d'Am. centrale et des Caraïbes | Saint-Georges | 1re      | 4 x 100 m | 44 s 03 |
| 2003 | Championnats du monde                 | Paris         | SF       | 100 m     | 11 s 27 |
| 2003 | Championnats du monde                 | Paris         | QF       | 200 m     | 22 s 98 |
| 2003 | Championnats du monde                 | Paris         | séries   | 4 x 100 m | 43 s 64 |
| 2004 | Jeux olympiques                       | Athènes       | 7e       | 100 m     | 11 s 16 |
| 2004 | Jeux olympiques                       | Athènes       | 3e       | 200 m     | 22 s 30 |
| 2004 | Jeux olympiques                       | Athènes       | 4e       | 4 x 100 m | 42 s 69 |
| 2004 | Finale mondiale                       | Monaco        | 6e       | 100 m     | 11 s 24 |
| 2004 | Finale mondiale                       | Monaco        | 2e       | 200 m     | 22 s 66 |
| 2006 | Finale mondiale                       | Stuttgart     | 7e       | 100 m     | 11 s 26 |
| 2006 | Finale mondiale                       | Stuttgart     | 4e       | 200 m     | 22 s 58 |
| 2006 | Coupe du monde des nations            | Athènes       | 1re      | 4 x 100 m | 42 s 26 |
| 2007 | Championnats du monde                 | Osaka         | SF       | 100 m     | 11 s 25 |
| 2007 | Championnats du monde                 | Osaka         | SF       | 200 m     | 23 s 27 |
| 2007 | Finale mondiale                       | Stuttgart     | 2e       | 200 m     | 22 s 74 |
| 2008 | Champ. d'Am. centrale et des Caraïbes | Cali          | 1re      | 200 m     | 22 s 78 |
| 2008 | Champ. d'Am. centrale et des Caraïbes | Cali          | 3e       | 4 x 100 m | 44 s 03 |
| 2008 | Jeux olympiques                       | Pékin         | 7e       | 100 m     | 11 s 19 |
| 2008 | Jeux olympiques                       | Pékin         | 6e       | 200 m     | 22 s 61 |
| 2008 | Finale mondiale                       | Stuttgart     | 8e       | 100 m     | 11 s 25 |
| 2008 | Finale mondiale                       | Stuttgart     | 4e       | 200 m     | 22 s 89 |
| 2009 | Championnats du monde                 | Berlin        | 6e       | 100 m     | 11 s 05 |
| 2009 | Championnats du monde                 | Berlin        | 3e       | 200 m     | 22 s 41 |
| 2009 | Championnats du monde                 | Berlin        | 2e       | 4 x 100 m | 42 s 29 |
| 2009 | Finale mondiale                       | Thessalonique | 6e       | 100 m     | 11 s 24 |
| 2009 | Finale mondiale                       | Thessalonique | 4e       | 200 m     | 22 s 45 |
| 2010 | Coupe continentale                    | Split         | 1re      | 4 x 100 m | 43 s 07 |
| 2011 | Championnats du monde                 | Daegu         | 6e       | 200 m     | 22 s 96 |
| 2011 | Championnats du monde                 | Daegu         | séries   | 4 x 100 m | 50 s 62 |
| 2012 | Jeux olympiques                       | Londres       | séries   | 100 m     | 11 s 32 |
| 2012 | Jeux olympiques                       | Londres       | séries   | 4 x 100 m | 23 s 49 |
| 2013 | Champ. d'Am. centrale et des Caraïbes | Morelia       | 7e       | 100 m     | 11 s 85 |
| 2013 | Champ. d'Am. centrale et des Caraïbes | Morelia       | 3e       | 4 x 100 m | 44 s 08 |
| 2013 | Championnats du monde                 | Moscou        | —        | 4 x 100 m | DQ      |
| 2015 | Relais mondiaux                       | Nassau        | 2e       | 4 × 100 m | 44 s 14 |